# Yannick Bodin
Pour les articles homonymes, voir Bodin.
 (septembre 2022).
Yannick Bodin, né le 8 août 1942 à Dinan (Côtes-d'Armor) et mort le 8 octobre 2023 à Melun,, est un homme politique français.

## Biographie
Professeur de collège retraité, il est conseiller municipal de Melun (Seine-et-Marne) de 1983 à 1989 puis de Dammarie-les-Lys (Seine-et-Marne) de 1989 à 2001.
Conseiller régional d'Île-de-France de 1986 à 2004, puis vice-président de cette assemblée de 1998 à 2004. Il est responsable des lycées et de la vie scolaire, c'est à ce titre qu'il décide la gratuité des livres scolaires dans les lycées d'Île-de-France.
Il est élu sénateur de Seine-et-Marne le 26 septembre 2004. Il est aussi secrétaire de la commission des affaires culturelles, vice-président de la délégation aux droits des femmes et à l'égalité des chances entre les hommes et les femmes, et secrétaire du groupe socialiste du Sénat. Il ne se représente pas en 2011.